# Lední hokej na asijských zimních hrách
Lední hokej na asijských zimních hrách se hrál na všech ročnících. Na prvních dvou hrách se hrál pouze mužský turnaj a od roku 1996 se hraje i ženský turnaj

## Přehled jednotlivých turnajů

### Muži
| Rok  | Pořadatel    | Účast | 1. místo   | 2. místo    | 3. místo    | 4. místo      | 5. místo      | 6. místo   |
| ---- | ------------ | ----- | ---------- | ----------- | ----------- | ------------- | ------------- | ---------- |
| 1986 | Sapporo      | 4     | Čína       | Japonsko    | Jižní Korea | Severní Korea | Ne            | Ne         |
| 1990 | Sapporo      | 4     | Čína       | Japonsko    | Jižní Korea | Severní Korea | Ne            | Ne         |
| 1996 | Charbin      | 4     | Kazachstán | Japonsko    | Čína        | Jižní Korea   | Ne            | Ne         |
| 1999 | Kangnung     | 6     | Kazachstán | Japonsko    | Čína        | Jižní Korea   | Mongolsko     | Kuvajt     |
| 2003 | Hačinohe     | 6     | Japonsko   | Kazachstán  | Čína        | Jižní Korea   | Thajsko       | Mongolsko  |
| 2007 | Čchang-čchun | 11    | Japonsko   | Kazachstán  | Jižní Korea | Čína          | Severní Korea | SAE        |
| 2011 | Astana       | 12    | Kazachstán | Japonsko    | Jižní Korea | Čína          | Tchaj-wan     | Kyrgyzstán |
| 2017 | Sapporo      | 18    | Kazachstán | Jižní Korea | Japonsko    | Čína          | Thajsko       | Tchaj-wan  |
| 2025 | Charbin      | 14    |            |             |             |               |               |            |

### Ženy
| Rok  | Pořadatel    | Účast | 1. místo   | 2. místo | 3. místo   | 4. místo      | 5. místo    | 6. místo |
| ---- | ------------ | ----- | ---------- | -------- | ---------- | ------------- | ----------- | -------- |
| 1996 | Charbin      | 3     | Čína       | Japonsko | Kazachstán | Ne            | Ne          | Ne       |
| 1999 | Kangnung     | 4     | Čína       | Japonsko | Kazachstán | Jižní Korea   | Ne          | Ne       |
| 2003 | Misawa       | 5     | Kazachstán | Japonsko | Čína       | Severní Korea | Jižní Korea | Ne       |
| 2007 | Čchang-čchun | 5     | Kazachstán | Japonsko | Čína       | Severní Korea | Jižní Korea | Ne       |
| 2011 | Almaty       | 5     | Kazachstán | Japonsko | Čína       | Severní Korea | Jižní Korea | Ne       |
| 2017 | Sapporo      | 6     | Japonsko   | Čína     | Kazachstán | Jižní Korea   | Thajsko     | Hongkong |
| 2025 | Charbin      | 7     |            |          |            |               |             |          |

## Přehled medailí
| 1. | Kazachstán  | 7 | 2  | 3 | 12 | 4 | 2 | 0 | 6 | 3 | 0 | 3 | 6 |
| 2. | Čína        | 4 | 1  | 6 | 11 | 2 | 0 | 3 | 5 | 2 | 1 | 3 | 6 |
| 3. | Japonsko    | 3 | 10 | 1 | 14 | 2 | 5 | 1 | 1 | 1 | 5 | 0 | 6 |
| 4. | Jižní Korea | 0 | 1  | 4 | 5  | 0 | 1 | 4 | 5 | 0 | 0 | 0 | 0 |

## Přehled zúčastněných zemí

### Muži
| země                    | 1986 | 1986 | 1996 | 1999 | 2003 | 2007 | 2011 | 2017 | 2025 | Počet účastí |
| ----------------------- | ---- | ---- | ---- | ---- | ---- | ---- | ---- | ---- | ---- | ------------ |
| Bahrajn                 | Ne   | Ne   | Ne   | Ne   | Ne   | Ne   | 12.  | Ne   | Ano  | 2            |
| Čína                    | 1.   | 1.   | 3.   | 3.   | 3.   | 4.   | 4.   | 4.   | Ano  | 9            |
| Tchaj-wan               | Ne   | Ne   | Ne   | Ne   | Ne   | Ne   | 5.   | 6.   | Ano  | 3            |
| Hongkong                | Ne   | Ne   | Ne   | Ne   | Ne   | 10.  | Ne   | 9.   | Ano  | 3            |
| Indonésie               | Ne   | Ne   | Ne   | Ne   | Ne   | Ne   | Ne   | 18.  | Ne   | 1            |
| Japonsko                | 2.   | 2.   | 2.   | 2.   | 1.   | 1.   | 2.   | 3.   | Ano  | 9            |
| Kazachstán              | Ne   | Ne   | 1.   | 1.   | 2.   | 2.   | 1.   | 1.   | Ano  | 7            |
| Kuvajt                  | Ne   | Ne   | Ne   | 6.   | Ne   | 7.   | 11.  | 16.  | Ano  | 5            |
| Kyrgyzstán              | Ne   | Ne   | Ne   | Ne   | Ne   | Ne   | 6.   | 12.  | Ano  | 3            |
| Macao                   | Ne   | Ne   | Ne   | Ne   | Ne   | 11.  | Ne   | 14.  | Ano  | 4            |
| Malajsie                | Ne   | Ne   | Ne   | Ne   | Ne   | 8.   | 10.  | 15.  | Ne   | 3            |
| Mongolsko               | Ne   | Ne   | Ne   | 5.   | 6.   | Ne   | 9.   | 8.   | Ne   | 4            |
| Severní Korea           | 4.   | 4.   | Ne   | Ne   | Ne   | 5.   | Ne   | Ne   | Ne   | 3            |
| Filipíny                | Ne   | Ne   | Ne   | Ne   | Ne   | Ne   | Ne   | 13.  | Ne   | 1            |
| Katar                   | Ne   | Ne   | Ne   | Ne   | Ne   | Ne   | Ne   | 17.  | Ne   | 1            |
| Singapur                | Ne   | Ne   | Ne   | Ne   | Ne   | Ne   | Ne   | 10.  | Ano  | 2            |
| Jižní Korea             | 3.   | 3.   | 4.   | 4.   | 4.   | 3.   | 3.   | 2.   | Ano  | 9            |
| Thajsko                 | Ne   | Ne   | Ne   | Ne   | 5.   | 9.   | 7.   | 5.   | Ano  | 5            |
| Turkmenistán            | Ne   | Ne   | Ne   | Ne   | Ne   | Ne   | Ne   | 11.  | Ano  | 2            |
| Spojené arabské emiráty | Ne   | Ne   | Ne   | Ne   | Ne   | 6.   | 8.   | 7.   | Ne   | 1            |
| Indie                   | Ne   | Ne   | Ne   | Ne   | Ne   | Ne   | Ne   | Ne   | Ano  | 1            |

### Ženy
| země          | 1996 | 1999 | 2003 | 2007 | 2011 | 2017 | 2025 | Počet účastí |
| ------------- | ---- | ---- | ---- | ---- | ---- | ---- | ---- | ------------ |
| Čína          | 1.   | 1.   | 3.   | 3.   | 3.   | 2.   | Ano  | 7            |
| Hongkong      | Ne   | Ne   | Ne   | Ne   | Ne   | 6.   | Ano  | 2            |
| Japonsko      | 2.   | 2.   | 2.   | 2.   | 2.   | 1.   | Ano  | 7            |
| Kazachstán    | 3.   | 3.   | 1.   | 1.   | 1.   | 3.   | Ano  | 7            |
| Severní Korea | Ne   | Ne   | 4.   | 4.   | 4.   | Ne   | Ne   | 3            |
| Jižní Korea   | Ne   | 4.   | 5.   | 5.   | 5.   | 4.   | Ano  | 6            |
| Thajsko       | Ne   | Ne   | Ne   | Ne   | Ne   | 5.   | Ano  | 2            |
| Tchaj-wan     | Ne   | Ne   | Ne   | Ne   | Ne   | Ne   | Ano  | 1            |